# Konflikt v Dárfúru

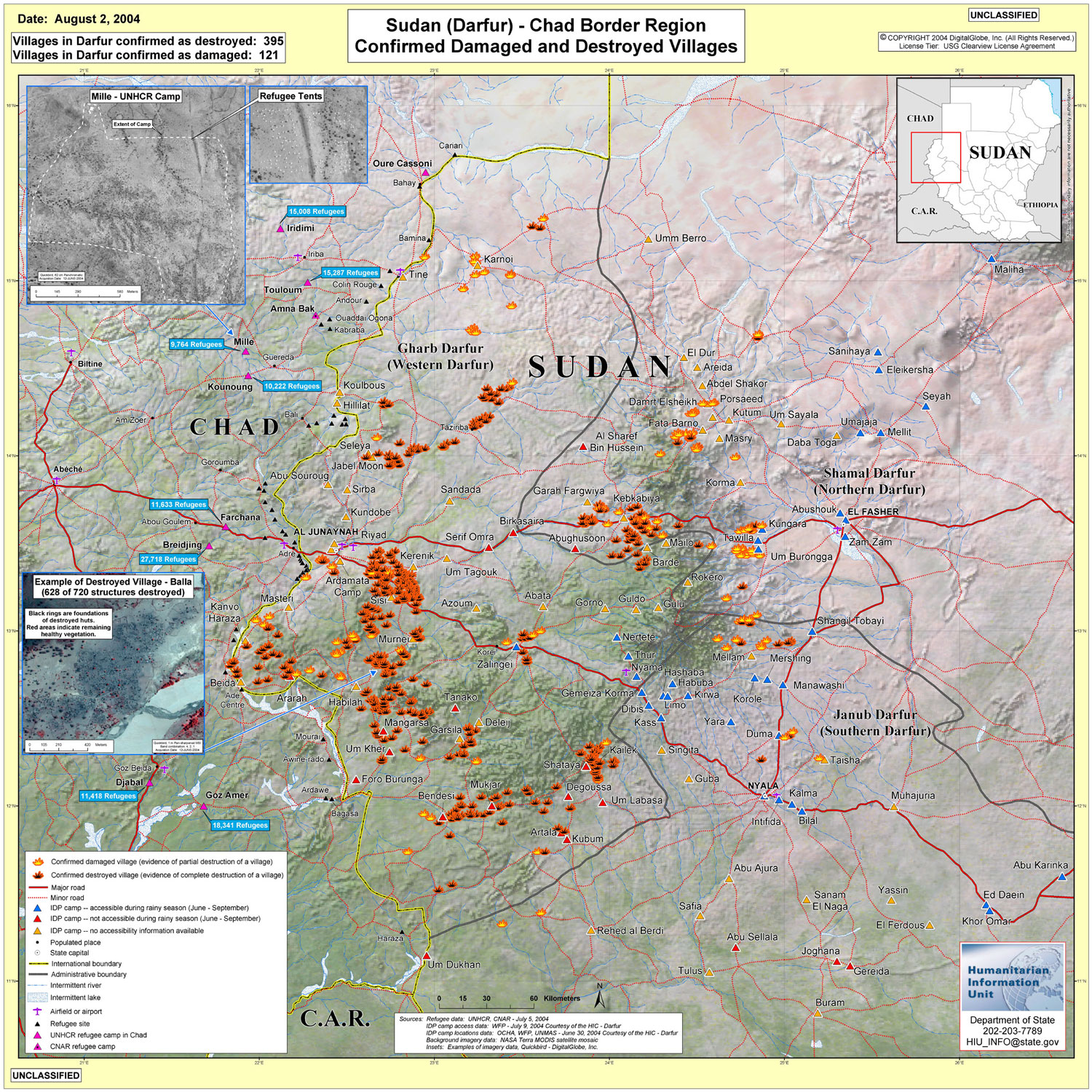
Vesnice vypálené v Dárfúru v roce 2004

Konflikt v Dárfúru byl velký ozbrojený konflikt na území Súdánu. Začal v únoru 2003, když Súdánská osvobozenecká armáda (SLA) a Hnutí pro rovnost a spravedlnost (JEM) zaútočily na vládní pozice v hlavním městě Chartúmu. To se stalo roznětkou k rozpoutání války. Súdánský prezident Umar al-Bašír se rozhodl použít jako zbraň nevládní militantní skupinu Džandžavíd. S poměrně primitivním vybavením (pohybují se na koních), ale nevídanou krutostí útočí na dárfúrská města a vesnice, ty následně vypalují, v lepším případě pouze rabují. Súdánská armáda přispívá leteckými útoky pod záminkou „ochránění“ obyvatel před rebely ze SLA a JEM.
Na konci roku 2005 byl do konfliktu zatažen i sousední Čad, poté, co čadští rebelové (údajně podporovaní Súdánem a se základnami v Súdánu) napadli město Adré (poblíž hranic se Súdánem). Pravděpodobně to mělo souvislost s uprchlickými tábory na území Čadu, čítajícími asi 200 000 lidí z Dárfúru. Situace se začala jevit nadějnější v roce 2006, kdy začala série jednání mezi vůdci rebelů a súdánskou vládou. Valného výsledku ale dosaženo nebylo.
Dne 31. srpna Rada bezpečnosti OSN schválila rezoluci č. 1706, která přislíbila vyslání 26000 vojáků pod názvem UNAMID, kteří se měli postarat o nastolení míru, zamezení porušování lidských práv a pomoci tak nedostatečně vybaveným a málo početným vojákům Africké unie. Súdánská vláda byla proti tomuto rozhodnutí a hned druhý den po vstupu vojska mírových smluv započala ofenzivní útok na Dárfúr. Uvedení rezoluce v platnost dlouhodobě blokovala Čína, která se obávala zpřetrhání ekonomických vztahů se Súdánem.
V březnu 2007 mise OSN obvinila súdánskou vládu za hrubé porušování lidských práv v Dárfúru, a vyzvala k realizaci naléhavých mezinárodních opatření k ochraně civilistů v oblasti. Britská stanice BBC přinesla 13. července 2008 důkazy, že čínská vláda dodala zbraně súdánské vládě, ačkoli to zakazuje zbrojní embargo OSN, které zavedla Rada bezpečnosti OSN v květnu 2005.
14. července 2008 žalobce u Mezinárodního trestního soudu (ICC) podal deset obvinění z válečných zločinů proti súdánskému prezidentu Umaru al-Bašírovi. Obvinění zahrnovala tři obvinění z genocidy, pět zločinů proti lidskosti a dvě vraždy. Prokurátoři Mezinárodního trestního soudu tvrdí, že prezident al-Bašír měl v plánu vyhubit tři významné kmenové skupiny v Dárfúru kvůli jejich etnické příslušnosti. Dne 4. března 2009 ICC vydal na prezidenta al-Bašíra zatykač.
V únoru 2009 v Dárfúru se UNAMID pokusily přesvědčit povstaleckou skupinu Hnutí za spravedlnost a rovnost (JEM) a súdánskou vládu podepsat mírovou dohodu. Tato mírová dohoda však nenabyla platnosti.
Ve dnech 11. až 13. dubna 2010 proběhly v Súdánu volby do parlamentu i volba prezidenta. Opět se ukázalo, že situace v zemi není stále ujasněná a tyto volby, kde měl minulý i nynější prezident al-Bašír jasnou pozici, nešlo v žádném případě považovat za demokratické a regulérní. Prezidentem se tak stal muž, na kterého je za genocidu spáchanou v Dárfúru vypsán již delší dobu zatykač Mezinárodního trestního soudu. Volby se kvůli protestům ze strany opozice opět protáhly a neobešly se bez vojenských potyček a násilností.
Po svržení Umara al-Bašíra armádou a během súdánské revoluce (prosinec 2018 až říjen 2019) došlo k podepsání deklarace, jejímž cílem bylo dotažení mírových rozhovorů. Armáda představila svůj plán 39měsíčního přechodu k demokracii, během jehož první fáze mělo dojít k míru v Dárfúru. Mírová smlouva byla nakonec podepsána 31. srpna 2020.

## Aktéři ozbrojeného konfliktu

### Vnitřní aktéři

#### SLM/A – Sudan Liberation Movement/Army
Jedna ze dvou největších rebelských a povstaleckých organizací působící v Dárfúru. Súdánské osvobozenecké hnutí/armáda byla založena v roce 2003 pod názvem Dárfúrská osvobozenecká fronta (DFL) a byla separatistickým hnutím, které požadovalo samostatnost Dárfúru. Vznikla propojením dvou povstaleckých složek: SLM a SLA. Značné zastoupení zde mají členové kmene Fúrů, Masalité a kmen Zaghawa. Jsou zaměřeni proti arabské vládě.

#### JEM – Justice and Equality Movement
Hnutí za spravedlnost a rovnost vzniklo v roce 1989 v důsledku státního převratu, při které se projevila ideologie Hassana al-Turábího, vůdce Národní islámské fronty. Ten přislíbil nearabským muslimským kmenům participaci na politické moci. Do roku 2000 byl velkým spojencem súdánského prezidenta al-Bašíra, se kterým se však po volbách znesvářil a dnes jsou největšími oponenty v zemi. Členy jsou hlavně příslušníci kmene Zaghawa, kteří jsou podle některých informací podporováni i sousedním Čadem. Vůdcem hnutí je bývalý ministr vlády chalífa Ibrahim Muhammad. Chtějí nastolení stejných podmínek pro všechny obyvatele Dárfúru. Poukazují na to, že oblasti jako Dárfúr jsou marginalizovány a některé skupiny obyvatel diskriminovány na úkor 5% menšiny vládnoucích. Chtějí proto jednotný federativní Súdánský stát bez diskriminace a s rovnými pravidly pro všechny.V roce 2004 se hnutí rozdělilo na dvě frakce, avšak pořád je významné na politické scéně.
Oba tito vnitřní aktéři dokáží spolupracovat proti vládě a milicím Džandžavíd, avšak v poslední době dochází i ke konfliktům mezi oběma organizacemi z důvodu značně odlišných cílů a programů.

#### Provládní milice Džandžavíd
Tyto milice (volně přeloženo jako ozbrojení muži na koních či velbloudech) jsou následovníky arabského kmene Baggarů. Súdánská vláda je postavila do boje proti dvěma výše zmiňovaným povstaleckým hnutím. Mylně se považují za arabské vojsko. Mnoho z jejich členů jsou Afričané černošského původu a mnoho Arabů se od jejich činnosti naopak distancuje. Jejich činy jsou kryty vládou a nejsou potrestány, a vláda Súdánu nikdy přímo nepřiznala, že by oficiálně s touto organizací kooperovala.

### Vnější aktéři

#### Rada bezpečnosti OSN
Je nejvýznamnějším mezinárodním aktérem konfliktu. Avšak může k svobodnému a nebráněnému rozhodnutí použít vojenské síly pro obranu civilistů. V roce 2004 bylo schváleno vyslání hybridní mise OSN a Africké unie (UNAMID) do místa konfliktu v Dárfúru.

#### Africká unie
Je nástupcem bývalé Organizace africké jednoty a výsledkem pokračujících snah o integraci afrických států. Své sídlo má v etiopské Addis Abebě. Idea Africké unie byla představena poprvé v Libyi v roce 1999. Ve spojení s Dárfúrem se snaží, aby byla zachována jeho suverenita a teritoriální integrita. Jednou z podmínek této organizace je, že konflikty a spory musí být řešeny vždy mírovou cestou.

### Další aktéři
Mezi další aktéry konfliktu patří: Evropská unie, která podporuje z velké části Africkou unii (např. v podobě mise AMIS). Významným aktérem jsou i Spojené státy americké. USA například prosadily zákon na uvalení sankcí na osoby páchající násilnosti a porušující lidská práva. Aktérem přiklánějícím se k opačné straně je Čína, která podporuje súdánskou vládu. Ta ji na oplátku umožňuje mít monopol v zemi na těžbu ropy. Čína pašuje do Súdánu zbraně i přes to, že je na Súdán uvaleno embargo. Dalším problémem je, že Čína je stále členem OSN, a tak se může podílet na zrušení uvaleného embarga a dalších sankcí na tuto zemi. Avšak i Čína začíná v posledních letech veřejně kritizovat nepřístupnost súdánské vlády ohledně domluvy, řešení problémů a uzavření míru mezi znesvářenými stranami.

## Mezinárodní reakce
Výzvu k ukončení konfliktu vydala na podzim 2007 konference Forum 2000.